# Moi et le Baron
Pour plus de détails, voir Fiche technique et Distribution.
Moi et le Baron (Meet the Baron) est un film américain en noir et blanc réalisé par Walter Lang, sorti en 1933.

## Synopsis
Un couple est abandonné dans la jungle africaine par le Baron de Munchausen. Une équipe de secours prend par erreur Pearl pour le Baron disparu et les ramène en Amérique où ils sont accueillis en héros.
Le faux Baron est ainsi invité à parler au « Cuddle College », dirigé par Dean Primrose. Là-bas, il tombe amoureux de ZaSu Pitts et rencontre trois concierges fous, alors qu'il risque d'être démasqué comme un imposteur.

## Fiche technique
- Titre original : Meet the Baron
- Titre français : Moi et le Baron
- Réalisation : Walter Lang
- Scénario : Herman J. Mankiewicz, Norman Krasna, Allen Rivkin, P. J. Wolfson, Arthur Kober et Billy K. Wells
- Photographie : Allen G. Siegler
- Montage : James E. Newcom
- Producteur : David O. Selznick
- Société de production et de distribution : Metro-Goldwyn-Mayer
- Pays de production :  États-Unis
- Langue d'origine : anglais américain
- Format : noir et blanc — pellicule : 35 mm — image : 1,37:1 — son : mono
- Genre : comédie loufoque
- Durée : 68 minutes
- Dates de sortie :
  - États-Unis : 20 octobre 1933
  - France : 7 juin 1935

## Distribution
- Jack Pearl : Baron de Münchhausen
- Jimmy Durante : Joe McGoo
- Zasu Pitts : Zasu
- Ted Healy : le chef
- Edna May Oliver : Dean Primrose
- Henry Kolker : le Baron Munchausen
- William B. Davidson : représentant général de la radiodiffusion
- Moe Howard : un Stooge
- Larry Fine : un Stooge
- Curly Howard : un Stooge
- Ben Bard : Charley

Acteurs non crédités
- Nora Cecil : Professeur Winterbottom
- Lynn Bari : collégienne
- Lionel Belmore : zxplorateur avec un journal
- Bruce Bennett : passager du train
- Don Brodie : le maire
- Sheila Bromley : la fille au gilet noir
- Marion Byron : collégienne
- Willie Fung : Chinois
- Mary Gordon : la femme qui lave
- Robert Greig : explorateur
- Claude King : explorateur
- Andrea Leeds : collégienne
- Vera Lewis : femme de ménage
- Greta Meyer : la tante Sophie
- Frank O'Connor : Patron
- Eddie Quillan : un homme
- Cyril Ring : le maire
- Fred Toones : Groom
- Leo White : Chef
- Rolfe Sedan
- Boswell Sisters
- Jobyna Howland
- Gwen Lee